# Андора на Светском првенству у атлетици на отвореном 2009.
Андора је на Светском првенству у атлетици на отвореном 2009. одржаном у Берлину 15. до 23. августа учествовала девети пут. Репрезентацију Андоре представљало је двоје такмичара (1 мушкарац и 1 жена) који су се такмичили у две дисциплине.
На овом првенству Андора није освојила ниједну медаљу али је оборен један најбољи лични резултат сезоне.

## Учесници
| Мушкарци: - Виктор Мартинез — 1.500 м | Жене: - Наталија Гаљего — 800 м |  |

## Резултати

### Мушкарци
| Атлетичар       | Дисциплина | Лични рекорд | Квалификације | Квалификације | Група                | Група                | Полуфинале           | Полуфинале           | Финале               | Финале       | Детаљи |
| Атлетичар       | Дисциплина | Лични рекорд | Резултат      | Место         | Резултат             | Место                | Резултат             | Место                | Резултат             | Место        | Детаљи |
| --------------- | ---------- | ------------ | ------------- | ------------- | -------------------- | -------------------- | -------------------- | -------------------- | -------------------- | ------------ | ------ |
| Виктор Мартинез | 1.500 м    | 3:43,89 НР   | 4:02,10 ЛРС   | 13. у гр 4    | Није се квалификовао | Није се квалификовао | Није се квалификовао | Није се квалификовао | Није се квалификовао | 49 / 53 (54) |        |

### Жене
| Атлетичарка     | Дисциплина | Лични рекорд | Квалификације | Квалификације | Група                 | Група                 | Полуфинале            | Полуфинале            | Финале                | Финале       | Детаљи |
| Атлетичарка     | Дисциплина | Лични рекорд | Резултат      | Место         | Резултат              | Место                 | Резултат              | Место                 | Резултат              | Место        | Детаљи |
| --------------- | ---------- | ------------ | ------------- | ------------- | --------------------- | --------------------- | --------------------- | --------------------- | --------------------- | ------------ | ------ |
| Наталија Гаљего | 800 м      | 2:13,04 НР   | 2:18,75       | 7. у гр 4     | Није се квалификовала | Није се квалификовала | Није се квалификовала | Није се квалификовала | Није се квалификовала | 40 / 42 (43) |        |